# Omphax interfulgens
Omphax interfulgens là một loài bướm đêm trong họ Geometridae.